# Веселівське
Весе́лівське — село в Україні, Запорізькому районі Запорізької області. Входить до складу Михайло-Лукашівської сільської громади.
Площа села — 24 га. Кількість дворів — 19, кількість населення на 01.01.2007 р. — 46 чол.

## Географія
Село Веселівське знаходиться за 1 км від правого берега річки Мокра Московка, вище за течією на відстані 1 км розташоване село Микільське, нижче за течією на відстані 5 км розташоване село Мала Купріянівка. Селом тече пересихаюча балка Мечетна.
Село розташоване за 12 км від міста Вільнянськ, за 44 км від обласного центра.
Найближча залізнична станція — Вільнянськ — знаходиться за 12 км від села.

## Історія
Село Веселівське виникло на початку XIX ст. на землях поміщика Білаша, його давня назва — Білаші.
7 (20) листопада 1917 року, відповідно до Третього Універсалу Української Центральної Ради, увійшло до складу Української Народної Республіки.
В 1932-1933 селяни потерпають від більшовицького геноциду[джерело?].
З 24 серпня 1991 року село входить до складу незалежної України.
До 2020 року орган місцевого самоврядування — Московська сільська рада.
12 червня 2020 року, відповідно до розпорядження Кабінету Міністрів України № 713-р «Про визначення адміністративних центрів та затвердження територій територіальних громад Запорізької області», село увійшло до складу Михайло-Лукашівської сільської громади.
19 липня 2020 року, в результаті адміністративно-територіальної реформи та ліквідації Вільнянського району, село увійшло до складу новоутвореного Запорізького району.

## Відомі люди
На хуторі Веселий Лукашівської волості народився український письменник Андріан Кащенко.